# Пурпурношапочный широкохвостый лори
Пурпурношапочный широкохвостый лори (лат. Lorius domicella) — птица отряда попугаеобразных.

## Внешний вид
Длина тела 28—30 см, размах крыльев 75 см. Впервые был описан в 1955 году.

## Распространение
Обитают на островах Серам и Амбон (Молуккские острова).

## Размножение
В кладке 2 яйца. Насиживание длится от 24 до 26 дней.

## Угрозы и охрана
Находятся под угрозой исчезновения.